# 確率空間
確率空間（かくりつくうかん、英: probability space）とは、可測空間 (S, M) に確率測度 μ(S) = 1 を入れた測度空間 (S, M, μ) をいう。根元事象が無数にあるなどの場合は、確率をラプラスの古典的確率で定義することができず、確率を公理的確率として定義することがアンドレイ・コルモゴロフにより提唱されている。確率空間とは、そのために必要な概念である。

## 概要
根元事象が無数にある場合は、確率をラプラスの古典的確率で定義することができない。
例えば、コインを投げて表が出れば 10 円もらえ、裏が出れば 10 円を失うといった賭けにおいて、表に賭け続けていくという問題を考える。現実的には疲れたらそこで終了となるが、これを半永久的に毎日賭け続けていったらどうなるかという確率分布が考えられる（運命の確率）。この場合、数学的に定式化するには、すべてのコインの出現パターンを集める必要がある。すなわち
- 表表表表…
- 裏表表表…
- 表裏表表…
- 裏裏表表…
- 表表裏表…

が根元事象全体となる。
これらの根元事象全体は非可算無限個ある。（なぜなら、事象 ω に割り当てる確率変数値 0.a1a2…(2)（添え字の (2) は2進法表示を表す）を、ω の i回目が表なら ai = 1、裏なら ai = 0 とする。このとき、確率変数値全体からなる集合は区間 [0, 1] になる。ただし、0.111…(2) = 1.000…(2) のように、1つの確率変数値が複数の事象を表す場合があるが、そのような値は有限小数を2通りで表示する場合に限られ、それら全体は可算個であるから、それらを除いても非可算個ある。）
全事象の確率は 1 であり、根元事象は非可算無限個あり、根元事象の確率はどれも等しい（等確率空間）ため、根元事象の確率は 0 となる。そうすると、根元事象の非可算和に確率を割り当てることは古典的確率ではできない。このような理由から、測度論の知識が必要となり、現代的な確率論の成立には測度論やルベーグ積分が生まれるまで待たなければならなかったのである。一方で、最近では測度論の研究はほとんど確率論の研究と同義になっている。
直観的に確率空間とは、起こりうる事象を全て集めてきて、それらの頻度を表す確率関数がある空間のことである。

## 定義
確率論において、確率測度とは、可測空間 (S, E) に対し、E 上で定義され P(S) = 1 を満たす測度 P のことである。
このとき、三つ組 (S, E, P) のことを確率空間と呼ぶ。さらに、集合 S を標本空間、S の元を標本あるいは標本点、完全加法族 E の元を事象あるいは確率事象と呼ぶ。また、E の元としての S を全事象という。
事象 E に対し、P の E における値 P(E) を、事象 E の確率という。つまり、E は確率が定義できることがら全体である。
S の部分集合が必ずしも事象とは限らないことに注意されたい。

## 例
- 実数からなる区間 [0, 1] とそのボレル集合族 B からなる可測空間 ([0, 1], B) 上でルベーグ測度 μ を考えれば、μ([0, 1]) の値は区間の長さ |[0, 1]| = 1 − 0 = 1 に等しいので、μ は ([0, 1], B) 上の確率測度であり、三つ組 ([0, 1], B, μ) は確率空間になる。
- サイコロ投げの確率空間は次のようなものである：S = {1, 2, 3, 4, 5, 6}, E = 2S, P({k}) = 1/6 (k = 1, 2, 3, 4, 5, 6)

## コルモゴロフの公理
確率測度の定義は、コルモゴロフによる次の確率の公理の形にまとめることができる。
- 第一公理：確率は 0 以上 1 以下である。

{\displaystyle \forall E\in {\mathbf {E}}\,(0\leq P(E)\leq 1)}
- 第二公理：全事象 S の確率は 1 である。

{\displaystyle P(S)=1}
- 第三公理：完全加法的である；互いに素な可測集合列 {Ek}k∈N に対して、以下が成り立つ。

{\displaystyle \textstyle P\left(\bigcup \limits _{k\in \mathbb {N} }E_{k}\right)=\sum \limits _{k\in \mathbb {N} }P(E_{k})}